# Tháng 4 năm 2004
2004: Tháng 1 - tháng 2 - tháng 3 - tháng 4 - tháng 5 - tháng 6 - tháng 7 - tháng 8 - tháng 9 - tháng 10 - tháng 11 - tháng 12

## Tháng 4năm2004

### Thứ Hai, ngày5 tháng 4
- Hoàng thân Trưởng thôn (Emir Sheikh) Hamad bin Khalifa al-Thani của Qatar kêu gọi những nước thuộc khối Ả Rập hãy nghĩ đến đề nghị về dân chủ của Mỹ hơn bỏ những đó thẳng đi. Ông al-Thani nói những người Ả-rập đừng lạm dụng Tranh chấp Israel-Palestine và sự lo sợ về an ninh để bào chữa cho việc làm chậm các sửa đổi này. (HaAretz Lưu trữ ngày 6 tháng 4 năm 2004 tại Wayback Machine)
- Chiếm đóng Iraq: Paul Bremer nói là giáo sĩ đạo Hồi quá khích người Shi'a Moqtada Sadr là kẻ phi luật pháp và khuyến cáo là các cuộc chống đối của các giáo sĩ và những người theo họ sẽ không được nhân nhượng. (Middle East Online) Lưu trữ ngày 10 tháng 10 năm 2017 tại Wayback Machine
- Tại Hàn Quốc chủ tịch của đảng Uri Chung Dong-young kêu gọi các đảng đối lập rút lại đề nghị bãi chức Tổng thống Roh Moo-hyun. (Hankooki) Lưu trữ ngày 7 tháng 3 năm 2005 tại Wayback Machine

## Sự kiện theo tháng
2004: Tháng 3 - tháng 5